# Jacek Trębiński
Jacek Trębiński (Trembiński) herbu Rogala (zm. w 1786 roku) – sędzia ziemski lubelski w latach 1778–1786, chorąży urzędowski w latach 1762–1778, stolnik urzędowski w latach 1759–1762, rotmistrz powiatu urzędowskiego w 1764 roku.
Był elektorem Stanisława Augusta Poniatowskiego w 1764 roku z powiatu urzędowskiego i posłem tego powiatu na sejm elekcyjny.